# Davide Colomba
Davide Colomba (Bologna, 19 juli 1988) is een Italiaans voormalig voetballer die doorgaans speelde als middenvelder. Tussen 2007 en 2015 speelde hij voor Bologna, Foggia, SPAL, Crotone, Ascoli en Pune City.

## Clubcarrière
Colomba speelde vanaf 2009 bij Foggia en na één jaar werd hij overgenomen door SPAL. Na opnieuw periodes van één seizoen bij SPAL en later Crotone speelde hij twee jaar voor Ascoli. In 2014 werd hij opgenomen in de selectie van het Indische Pune City in de nieuw opgerichte Indian Super League. Bij die club was zijn vader Franco Colomba de nieuwe coach. Aan het einde van het kalenderjaar verliet hij de Indische club weer. Hierna zette hij een punt achter zijn actieve loopbaan.